# Beša, Michalovce
Beša este o comună slovacă, aflată în districtul Michalovce din regiunea Košice. Localitatea se află la altitudinea de 103 m deasupra n.m., se întinde pe o suprafață de 19,54 km2 și în 2017 număra 377 de locuitori.

## Istoric
Localitatea Beša este atestată documentar din 1260.

## Demografie
| An:                | 1994 | 2004   | 2014   | 2024 |
| ------------------ | ---- | ------ | ------ | ---- |
| Număr de persoane: | 393  | 372    | 363    | 363  |
| Diferență:         |      | −5,34% | −2,41% | +0%  |

| An:                | 2023 | 2024   |
| ------------------ | ---- | ------ |
| Număr de persoane: | 362  | 363    |
| Diferență:         |      | +0,27% |